# Prague-Karlovy Vary-Prague
Prague-Karlovy Vary-Prague (en tchèque : Praha-Karlovy Vary-Praha) est une course cycliste tchèque disputée entre les villes de Prague et Karlovy Vary. Créée en 1921, elle fait partie de l'UCI Europe Tour de 2007 jusqu'à sa disparition en 2010, en catégorie 1.2. Elle est par conséquent ouverte aux équipes continentales professionnelles tchèques, aux équipes continentales, à des équipes nationales et à des équipes régionales ou de clubs. Les UCI ProTeams (première division) ne peuvent pas participer

## Une histoire cycliste, reflet de l'histoire contemporaine
Lors de sa création, la course est une des premières compétitions cyclistes organisées dans le cadre du nouvel état indépendant, la Tchécoslovaquie né de la guerre de 1914-1918 et des Traités de paix . C'est la section cycliste de la société sportive omni-sport le C.S. Sparta, à Prague, qui est à l'initiative de son organisation. La course longue de 261,2 km (distance inchangée jusqu'en 1966) a lieu régulièrement à la fin du mois d'août de 1921 à 1938. Le 30 septembre 1938 les accords de Munich scellent le sort de la première République tchécoslovaque, dont la Bohême, dépecée par les nazis de ses frontières occidentales, est occupée par l'armée allemande en mars 1939. Le palmarès officiel de la course mentionnait que de 1939 à 1945, Prague-Karlovy Vary-Prague est interrompue "pour des raisons techniques"... Elle reprend vie en 1946, et se déroule de façon régulière.  jusqu'en 1989, à une exception près : l'édition de 1968 est suspendue, en raison de l'occupation du pays par l'armée soviétique le 22 août 1968. Interrompue de 1990 à 2005, la course reprend en 2006, jusqu'en 2011, date de son annulation.
L'épreuve développe entre 250 et 270 kilomètres, ce qui en fait l'une des courses d'un jour les plus longues du calendrier. Le parcours identique  pendant plus de 40 ans donne lieu à un record dont l'évolution rend compte de l'exercice du cyclisme. En 1921, le premier vainqueur réalise les 262 km en 10 heures 29 minutes 13 secondes. En 1936 le record descend à 8 heures 22 minutes 17 secondes. En 1955 Jan Veselý réalise la même route en 7 heures 36 minutes 17 secondes. En 1965 Jan Svorada est victorieux en 7 heures 16 minutes 55 secondes. En 1986 l'allemand Wolfgang Lötzsch parcourt les 262 kilomètres en 6 heures 21 minutes 28 secondes. Otakar Fiala triomphe en 1989 en 6 heures 16 minutes 31 secondes.

## Palmarès
| Année     | Vainqueur              | Deuxième            | Troisième          |
| 1921      | Jozef Proda-Prochazka  | Antonin Peric       | Frantisek Zima     |
| 1922      | Bohumil Rames          | Karel Červenka      | Frantisek Zima     |
| 1923      | Karel Červenka         | Josef Urbanek       | Paul Köttl         |
| 1924      | Non-disputé            | Non-disputé         | Non-disputé        |
| 1925      | Karel Červenka         | Antonin Charvat     | Ladislav Brejla    |
| 1926      | Karel Červenka         | Antonin Peric       | Josef Urbanek      |
| 1927      | Ladislav Cisar         | Antonin Honig       | Antonin Peric      |
| 1928      | Antonin Chytil         | Ladislav Bruzek     | Antonin Peric      |
| 1929      | Ladislav Bruzek        | Karl Thallinger     | Josef Smisek       |
| 1930      | Ladislav Bruzek        | Antonin Honig       | Ladislav Cisar     |
| 1931      | Karel Frič             | Antonin Honig       | Jiri Novak         |
| 1932      | Karel Frič             | Jiri Novak          | Otta Hertl         |
| 1933      | Karel Frič             | Frantisek Haupt     | Karl Snobl         |
| 1934      | Leo Nielsen            | Frede Sörensen      | Josef Lošek        |
| 1935      | Frede Sörensen         | Eugen Schnalek      | Miloslav Krbec     |
| 1936      | Otakar Rozvoda         | Vaclav Lachout      | Hans Leutelt       |
| 1937      | Otakar Rozvoda         | Josef Lošek         | Miroslav Loos      |
| 1938      | Otakar Rozvoda         | Gottfried Weber     | Miloslav Krbec     |
| 1939-1945 | Non-disputé            | Non-disputé         | Non-disputé        |
| 1946      | Jan Veselý             |                     |                    |
| 1947      | Jan Veselý             |                     |                    |
| 1948      | Jan Veselý             |                     |                    |
| 1949      | Jan Veselý             |                     |                    |
| 1950      | Jan Veselý             |                     |                    |
| 1951      | Jan Veselý             |                     |                    |
| 1952      | Karel Nesl             |                     |                    |
| 1953      | Jan Kubr               |                     |                    |
| 1954      | Jan Veselý             |                     |                    |
| 1955      | Jan Veselý             | Robert Codemo       |                    |
| 1956      | Meunier                |                     |                    |
| 1957      | Josef Krivka           | Walter Renner       | Pavel Kovaru       |
| 1958      | Rudolf Revai           | Karel Nesl          | Miroslav Mares     |
| 1959      | Jan Kubr               | Wisner              | Betak              |
| 1960      | Rudolf Revai           |                     |                    |
| 1961      | Jaroslav Kvapil        |                     |                    |
| 1962      | Jaroslav Kvapil        | Rudolf Revai        | Bern Kral          |
| 1963      | Jan Smolík             | Josef Volf          | Emil Lesetecky     |
| 1964      | Jaroslav Kvapil        |                     |                    |
| 1965      | Jan Svorada            | Jan Palacek         | Bohumil Chvatil    |
| 1966      | Karl-Heinz Kacmierczak | Jan Smolík          | Henryk Wozniak     |
| 1967      | Petr Hladik            | Jan Smolík          | Vojtech Names      |
| 1968      | Non-disputé            | Non-disputé         | Non-disputé        |
| 1969      | Jiri Vlcek             | Pavel Jelen         | Vaclav Tkaczyscin  |
| 1970      | Antonin Bartonicek     | Jiri Kindl          | Ladislav Kalina    |
| 1971      | Jiří Háva              | Vaclav Pruzek       | Jiri Konecny       |
| 1972      | Zdenek Bartonicek      | Hynek Kubicek       | Jiri Zelenka       |
| 1973      | Emil Jörgen Hansen     | Jiri Zelenka        | Petr Buchacek      |
| 1974      | Vlastimil Moravec      | Rudolph Labus       | Karel Vavra        |
| 1975      | Michal Klasa           | Jiri Bartolsic      | Ludek Kubias       |
| 1976      | Zdenek Bartonicek      |                     |                    |
| 1977      | Zdenek Hebeda          | Siegbert Schmeisser | Teodor Černý       |
| 1978      | Teodor Černý           | Tomas Czatho        | Petr Krupicka      |
| 1979      | Martin Götze           | Aloïs Dohnal        | Vendelin Kvetan    |
| 1980      | Teodor Černý           | Thomas Barth        | Leczislav Michalak |
| 1981      | Hans-Joachim Hartnick  |                     |                    |
| 1982      | Vendelin Kvetan        | Otakar Fiala        | Wolfgang Lötzsch   |
| 1983      | Vladimir Dolek         | Lutz Lötzsch        | Jorg Höhler        |
| 1984      | Josef Dvorak           | Jiri Pavlicek       | Aloïs Dohnal       |
| 1985      | Jiri Travnicek         | Lutz Lötzsch        | Rotislav Veteska   |
| 1986      | Wolfgang Lötzsch       | Milan Jonak         | Josef Perny        |
| 1987      | Stanislav Mäsiar       | Jan Habera          | Jaroslav Buchtic   |
| 1988      | Miroslav Sýkora        | Ladislav Bednar     | Karel Kaiser       |
| 1989      | Otakar Fiala           | Pavel Tomastik      | Tomas Velecky      |
| 1990-2005 | Non-disputé            | Non-disputé         | Non-disputé        |
| 2006      | Matija Kvasina         | Lubor Tesař         | Petr Benčík        |
| 2007      | Stanislav Kozubek      | Roger Kluge         | Martin Hačecký     |
| 2008      | Eric Baumann           | Dirk Müller         | František Raboň    |
| 2009      | Danilo Hondo           | Marko Kump          | Grega Bole         |
| 2010      | Andreas Schillinger    | Stefan Schäfer      | Leopold König      |